# Batthyány

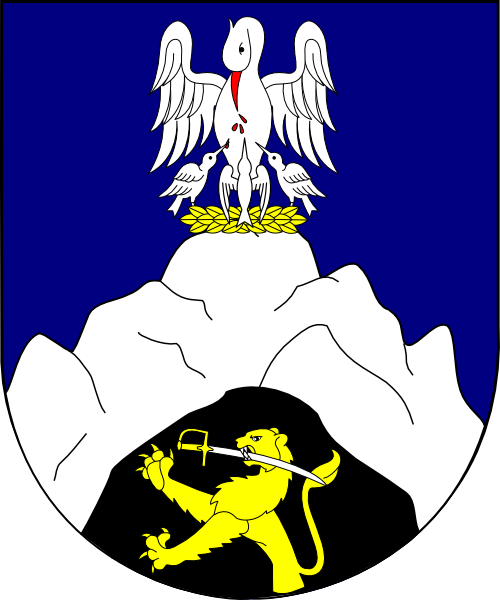
Armas de la familia Batthyány

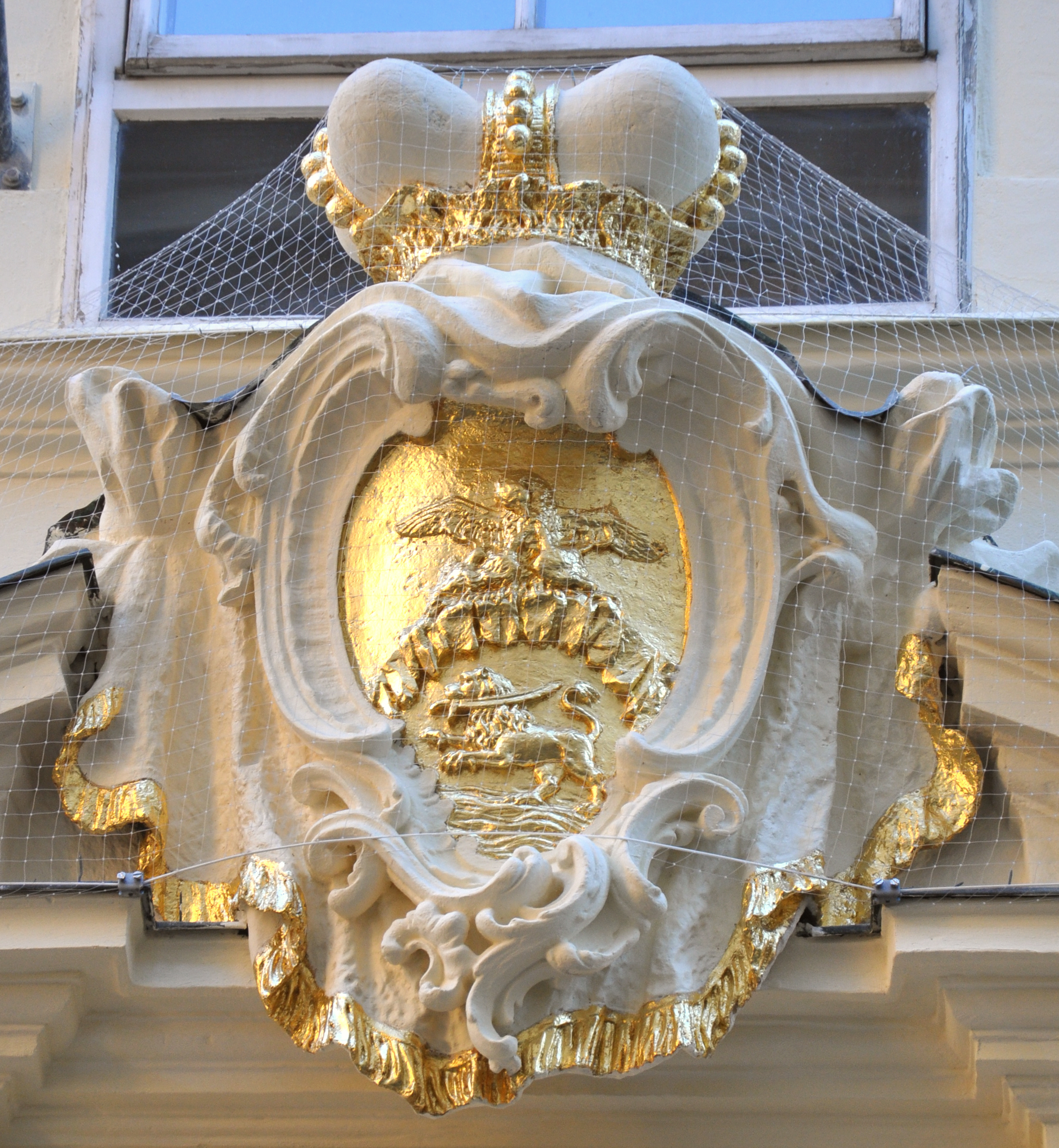
Escudo de armas de los príncipes Batthyány en Viena, Austria

Batthyány es el nombre de un antiguo linaje de la nobleza de Hungría. Los miembros de la familia llevan el título de conde o condesa (Graf/Gräfin) Batthyány von Német-Újvár. 
La familia Batthyány remonta sus raíces hasta la fundación de Hungría en el año 896 por Árpád. Árpád tenía siete lugartenientes, uno llamado Örs, que posteriormente sería llamado Kővágó-Örs. En 1398 Miklós Kővágó-Örs se casó con Katalin Battyány. El rey Segismundo de Hungría concedió a Miklós la región en torno a la ciudad de Battyán (actualmente llamada Szabadbattyán) y adoptó el nombre Batthyány ("de Battyán"). La familia es mencionada por primera vez en documentos de 1398 y su fortaleza ancestral se trasladó a Güssing, en la región del Burgenland de Austria en 1522. tras la caída de Hungría en manos de los turcos otomanos.
En 1570 Boldizsár Batthyány convirtió su posesión de Güssing en el centro de expansión del protestantismo en la zona. Sin embargo, su descendiente Ádám Batthyány (1610-1659) era católico y fundó un monasterio franciscano en Güssing. Lajos Batthyány se convirtió en el primer ministro de Hungría durante la revolución húngara de 1848 y fue ejecutado en Pest en 1849. Después de 1945 y el ascenso del gobierno comunista al poder en Hungría, las propiedades de la familia Batthyány fueron expropiadas en gran parte, aunque conservaron sus propiedades en Austria.

## Destacados miembros de la familia
- Boldizsár Batthyány (1543-1590), barón, humanista, se convirtió al protestantismo en 1570.
- Ádám Batthyány (1610-1659), conde, fundador del monasterio franciscano de Güssing.
- Károly József Batthyány (1698-1772), Mariscal austriaco y educador del emperador José II de Habsburgo.
- József Batthyány (1727-1799), obispo.
- Ignác Batthyány (1741-1798), obispo.
- Kázmér Batthyány (1807-1854), político, ministro de Hungría durante la Revolución húngara de 1848.
- Franciska Batthyány (1802-1861), nacida Széchenyi.
- Lajos Batthyány (1807-1849), primer ministro de Hungría durante la revolución de 1848. Fue ejecutado.
  - Conde József Sándor Batthyány (1777-1812), su padre.
- Gusztáv Strattmann, príncipe Batthyány (1803-1883), deportista inglés, propietario y criador de caballos de carreras.
- László, Strattmann, príncipe Battyány (1870-1931), oftalmólogo, beatificado en el año 2003.
- Condesa Margit Batthyány (1911-1989), vivió hasta el fin de la Segunda Guerra Mundial en el Castillo Rechnitz (Burgenland ), donde se dedicó a la crianza de caballos y convirtió su hogar en un lugar de convalecencia para miembros de las SS. Su participación en la infame masacre de Rechnitz[1] todavía es objeto de controversia.
- Sacha Battyhány , periodista y escritor suizo, autor del libro La matanza de Rechnitz: Historia de mi familia sobre la participación de la Condesa Margit Battyhány y otros miembros de esta familia en la masacre de Rechnitz.[2]